# 奧列克西伊夫卡 (克拉斯諾庫特西克區)
49°55′23″N 35°20′16″E / 49.92306°N 35.33778°E
阿列克西伊夫卡（烏克蘭語：Олексіївка）是位於烏克蘭東部的村莊，由哈爾科夫州博霍杜希夫區的克拉斯諾庫特斯克市鎮負責管轄。該村始建於1650年，面積3.01平方公里，海拔高度179米，2001年人口789，人口密度每平方公里262.6人。